# Öronpropp

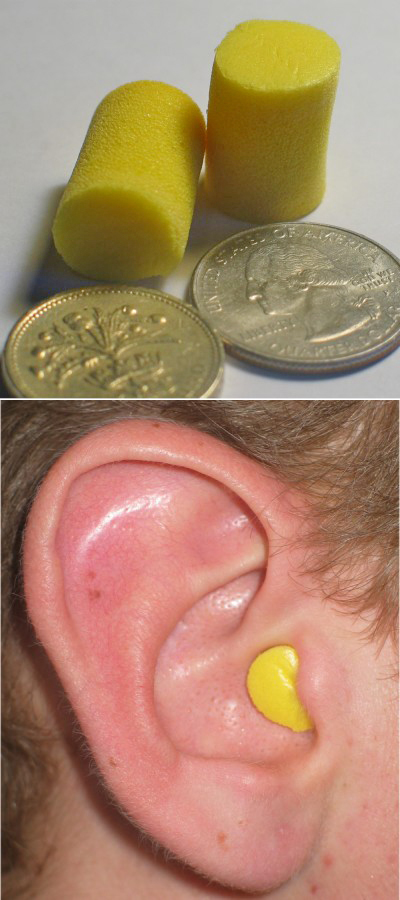
Öronpropp i användning

Öronproppar är en typ av hörselskydd som stoppas in i hörselgången. Ursprungligen fyllda med vax är de numera gjorda av skumplast eller olika plastmaterial. Det finns också varianter av silikon. 
Öronproppens material och utformning påverkar vilken ljudbild som återges då proppen används. En skumgummipropp(industripropp) dämpar mest diskantljud och ljudbilden kan kännas "burkig". En propp av plast/gummi, formad som en gran, dämpar mest diskant men ger en mycket mer naturlig ljudbild i jämförelse med skumgummiproppen. Så finns också den formgjutna proppen i silikon, den dämpar alla frekvenser lika mycket och ljudbilden återges som att någon sänkt volymen, du kan också själv bestämma hur mycket du vill att proppen ska "sänka" genom att använda olika filter (-7dB, -15dB, -25dB). Formgjutna proppar är vanligast bland musikutövare och personer med tinnitus.

## Olika sorter
- Skumgummipropp: Industri, flygplan, "sovpropp".
- Granpropp: Simning, konserter, uteställen.
- Granpropp, med filter (prisklass 250-400 kr): Musikutövande, ljudtekniker.
- Formgjuten silikonpropp (prisklass 2000 - 3000 kr: Kan användas vid alla ovanstående situationer. Man kan anpassa ljuddämpningen efter eget behov då man kan välja mellan olika filter.

Om propparnas användningstillfälle innefattar att man behöver kunna kommunicera bör man använda en propp som har en rak ljuddämpning (granar, formgjuten). Då bibehålls frekvenserna för vanligt tal och samtal kan utföras utan att man måste komma bort från ljudet. En person som går mycket på konserter rekommenderas använda en granpropp för att inte ljudbilden skall förstöras. En sådan propp är ingen engångspropp utan har en livslängd på 5 år, vid korrekt skötsel.
Viktigt är att aldrig avlägsna en öronpropp ur örat under en konsert/ljudpåverkan. 
Den plötsliga volymförändringen får hårcellerna i innerörat att lägga sig direkt, vilket kan leda till hörselskada eller tinnitus. 

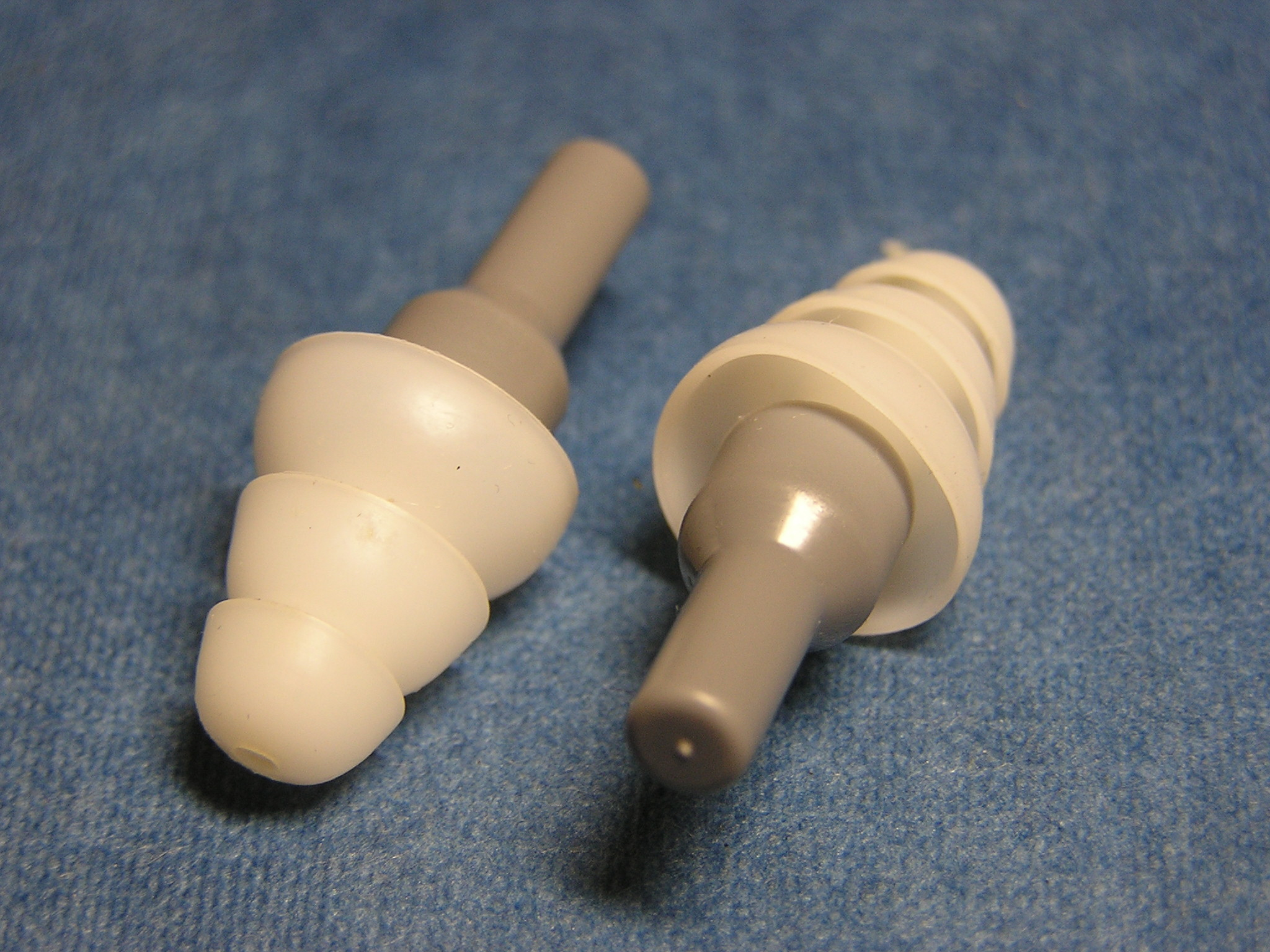
Musicians earplugs

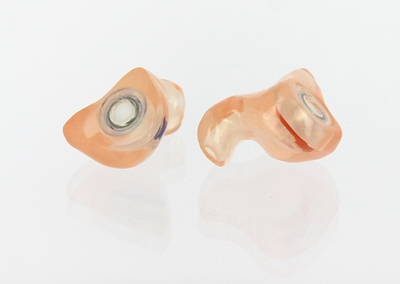
Bouchon ER25 - Elacin